# USS Daly (DD-519)
O USS Daly foi um contratorpedeiro da classe Fletcher que serviu na Marinha dos Estados Unidos. Seu nome vem em honra do fuzileiro Daniel Daly, um homem que recebeu duas Medalhas de Honra por bravura.
Comissionado em março de 1943, o USS Daly lutou na Segunda Guerra Mundial e depois serviu na Ásia e no Oriente Médio. Ele foi aposentado em maio de 1960 e foi vendido como sucata uma década e meia depois.